# بطولة تونس لألعاب القوى 1991
بطولة تونس لألعاب القوى 1991 هو الدورة 36 من بطولة تونس لألعاب القوى.

فاز بهذا الموسم النادي الرياضي للحرس الوطني.

## روابط خارجية
- الموقع الرسمي للجامعة التونسية لألعاب القوى.